# Assentament d'Aranyos

„ Aranyos Seat ”, 1769-73

L'assentament d'Aranyos (en hongarès; en llatí: Sedes Aurata; en romanès: Scaunul Arieşului) era la seu (unitat administrativa territorial) dels sículs de Transsilvània que vivien a la vall del riu Arieş (hongarès: Aranyos).
Als guàrdies sículs lliures se'ls va concedir una part de les terres del rei al voltant de l'antic castell de Turda (en ruïnes, avui a la zona de Moldovenești), com a recompensa al coratge que van demostrar en les batalles contra els tàtars. Aquí es van establir a 21 pobles, cap al 1270. Aquesta va ser la nova seu de Székely, perquè els altres territoris de sículs (terra de sículs) es van poblar anteriorment.
El centre de la seu era una petita ciutat de mercat (oppidum), Felvinc, actual poble de Unirea.
A la fi de segle xix, quan el sistema administratiu del Regne d'Hongria va ser reorganitzat, la Seu es va unir amb el comtat de tord i el comtat de Torda-Aranyos va ser creat.
La regió forma part avui dels comtats d'Alba i de Cluj a Romania. Els assentaments, actuals o antics, es troben ara a les següents localitats: Lunca Mureșului, Ocna Mureș, Mirăslău, Rimetea i Unirea al comtat d'Alba; i Călărași, Mihai Viteazu, Moldovenești i Turda al comtat de Cluj.